# Ingrid Schuh
Ingrid Schuh (* im 20. Jahrhundert) ist eine ehemalige deutsche Fußballspielerin.

## Karriere
Schuh gehörte dem KBC Duisburg von 1979 bis 1983 als Stürmerin an. Während ihrer Vereinszugehörigkeit erreichte sie mit ihrer Mannschaft zweimal ein Finale.
Am 15. Juni 1980 wurde sie im Stadion An der Paffrather Straße, der Heimspielstätte der SSG 09 Bergisch Gladbach, gegen diese im Finale um die Deutsche Meisterschaft eingesetzt und verlor mit ihrer Mannschaft mit 0:5. Am 8. Mai 1983 spielte sie im Finale um den DFB-Vereinspokal im Frankfurter Stadion am Bornheimer Hang, das mit 3:0 gegen den FSV Frankfurt gewonnen wurde.

## Erfolge
- Finalist Deutsche Meisterschaft 1980
- DFB-Pokal-Sieger 1983